# جون كاميرون سوايزي
جون كاميرون سوايزي (4 أبريل 1906 – 15 أغسطس 1995) هو مذيع أخبار ومعلق صحفي وعضو في لجان برامج المسابقات في الولايات المتحدة خلال أربعينيات وخمسينيات القرن العشرين. اشتهر بكونه متحدثًا باسم منتجات دعائية.

## الحياة المبكرة
وُلد جون كاميرون سوايزي في مدينة ويتشيتا بولاية كانساس، وكان ابنًا لمندوب مبيعات يعمل في تجارة الأدوية بالجملة. تلقى تعليمه في مدينة أتشيسون بولاية كانساس،ثم التحق بأكاديمية كولفر العسكرية. لكنه غادر الجامعة قبل التخرّج، مفضلًا العمل في مجال الإذاعة.
في البداية، سعى سوايزي للعمل ممثلًا، إلا أن نشاطه المسرحي في برودواي توقّف عندما أصبحت أدوار التمثيل نادرة عقب انهيار سوق الأسهم في عام 1929.